# Nuevos Medios
Nuevos Medios es una compañía discográfica española fundada en 1982 por el productor musical Mario Pacheco. Durante la década de 1980 y comienzos de la de 1990, el sello jugó un papel fundamental en el desarrollo y difusión del Nuevo flamenco.

## Historia

### Inicios
La compañía fue fundada en 1982 por Mario Pacheco, que previamente había trabajado para el sello discográfico Edigsa. Pacheco llegó a acuerdos de distribución para España con varias compañías extranjeras como el sello alemán ECM Records o el británico Factory Records, propiedad de Tony Wilson, que producía bandas como Joy Division, New Order o Happy Mondays.
El primer lanzamiento propio fue un sencillo del cantautor Chicho Sánchez Ferlosio titulado Coplas retrógradas, publicado en 1982 con escasa repercusión. Sin embargo, el sello fichó al grupo pop La Mode, que lanzó con éxito un EP homónimo en septiembre de 1982. Ese mismo año, publicaron su álbum debut, titulado El eterno femenino y producido por Yayo Aparicio. En 1983, Golpes Bajos publicó con Nuevos Medios su debut discográfico, el EP homónimo que contenía los temas “No mires a los ojos de la gente” y “Malos tiempos para la lírica”. En 2012, la revista Rolling Stone incluyó ambas canciones en su lista de las 200 mejores canciones del Pop Rock español, ocupando los puestos 14 y 29 respectivamente. La banda tuvo un enorme éxito de crítica y público y en 1984 publicaron el álbum A Santa Compaña, que acabaría por convertirse en uno de los discos más influyentes del pop español. Ese mismo año, el sello publica el álbum del dúo pop Vainica Doble, Taquicardia. Otros grupos pop que publican en estos primeros años con Nuevos Medios fueron Paraíso, Kikí d'Akí y los vigueses Semen Up, que alcanzaron cierto éxito con "Lo estás haciendo muy bien".

### Nuevo Flamenco
Al margen de los éxitos pop, el objetivo del matrimonio formado por Mario Pacheco y Cucha Salazar fue la publicación de flamenco. Pacheco ya había trabajado en 1979 en la producción del álbum de Camarón de la Isla, La leyenda del tiempo y había diseñado algunas portadas para Enrique Morente, con el que mantenía una estrecha amistad. En 1983 Nuevos Medios publica el álbum A Mandeli de Pepe Habichuela, un homenaje a su abuelo conocido como Habichuela el Viejo e iniciador de la dinastía de guitarristas. El disco cuenta con la colaboración de sus sobrinos Juan y Antonio Carmona así como del bajista Carles Benavent (procedente de los grupos de Paco de Lucía y Chick Corea). Por mediación de Pepe Habichuela, la discográfica fichó a Ketama, quienes en 1985 publicaron su álbum debut. Ese mismo año, Nuevos Medios se hizo cargo de la publicación del álbum Guitarras callejeras de Pata Negra, grupo que en 1987 publicó el álbum Blues de la frontera, considerado por la crítica como uno de los mejores discos editados en España en la década de 1980. Martirio, que había formado parte del grupo Jarcha y había colaborado con Kiko Veneno y Raimundo Amador en Veneno, fue otra de las incorporaciones que más éxito tuvo a mediados de la década de 1980.
En 1988, y tras dos discos aclamados por la crítica pero sin despuntar en las listas de éxitos, Pacheco llevó a Ketama a Londres, donde el grupo conoció al músico maliense Toumani Diabaté. De este encuentro surgió una colaboración que se plasmó en el álbum Songhay. Nombrado mejor disco extranjero del año por la revista musical británica New Musical Express, el álbum consagró a Ketama y lo dio a conocer al gran público, especialmente gracias al éxito de la canción "Vente pa Madrid".
En 1991 Ray Heredia abandonó Ketama para iniciar su carrera en solitario. Publicó en Nuevos Medios su primer y único álbum Quien no corre vuela del que se extrajo el sencillo "Alegría de vivir". Heredia falleció pocos días después de la publicación del disco, el 17 de julio de 1991, a causa de una sobredosis. Paralelamente, el grupo La Barbería del Sur presentó su álbum debut, La Barbería del Sur.
Durante la primera mitad de la década de 1990, el auge del nuevo flamenco tuvo como consecuencia que muchas de las nuevas estrella migraran hacia compañías multinacionales, Nuevos Medios apostó por una segunda ola de artistas jóvenes con nombres como Miguel Poveda, Duquende o José el Francés. Ketama, que había firmado con Universal Music, regresó brevemente en 1994 para publicar Songhai 2. El sello continuó publicando artistas consagrados como Jorge Pardo, Chano Domínguez, Javier Colina, Tino di Geraldo, Ramón El Portugués, José Soto Sorderita, Pepe de Lucía, Tete Montoliu o Tomatito.

### Últimos años
El 26 de noviembre de 2010 falleció de cáncer Mario Pacheco, tras lo cual, Nuevos Medios se cerró. En 2012 se publicó a modo de epitafio el triple álbum recopilatorio titulado Nuevos Medios 30 Aniversario 1982 - 2012 que recogía lo más destacado de la música publicada con el sello por artistas como Vainica Doble, Kiko Veneno, Pata Negra, Ketama, La Barbería del Sur, Semen Up, Golpes Bajos, La Mode, Paraíso, Dogo y los Mercenarios, Martirio, Tomatito, Ray Heredia, José el Francés, Miguel Poveda, Chano Domínguez o Carles Benavent.
En 2014 se anunció la reapertura de la compañía, encabezada por María Pacheco, hija de los fundadores del sello, con el lanzamiento de tres nuevos álbumes. En 2020 se estrenó el documental Revelando a Mario producido por Movistar Plus.